# Liste der Kulturdenkmale in Dorfhain
Die Liste der Kulturdenkmale in Dorfhain enthält die Kulturdenkmale in der Gemeinde Dorfhain im sächsischen Landkreis Sächsische Schweiz-Osterzgebirge. Die Anmerkungen sind zu beachten.
Diese Liste ist eine Teilliste der Liste der Kulturdenkmale im Landkreis Sächsische Schweiz-Osterzgebirge.

Diese Liste ist eine Teilliste der Liste der Kulturdenkmale in Sachsen.

## Legende
- Bild: Bild des Kulturdenkmals, ggf. zusätzlich mit einem Link zu weiteren Fotos des Kulturdenkmals im Medienarchiv Wikimedia Commons. Wenn man auf das Kamerasymbol klickt, können Fotos zu Kulturdenkmalen aus dieser Liste hochgeladen werden:
- Bezeichnung: Denkmalgeschützte Objekte und ggf. Bauwerksname des Kulturdenkmals
- Lage: Straßenname und Hausnummer oder Flurstücknummer des Kulturdenkmals. Die Grundsortierung der Liste erfolgt nach dieser Adresse. Der Link (Karte) führt zu verschiedenen Kartendiensten mit der Position des Kulturdenkmals. Fehlt dieser Link, wurden die Koordinaten noch nicht eingetragen. Sind diese bekannt, können sie über ein Tool mit einer Kartenansicht einfach nachgetragen werden. In dieser Kartenansicht sind Kulturdenkmale ohne Koordinaten mit einem roten bzw. orangen Marker dargestellt und können durch Verschieben auf die richtige Position in der Karte mit Koordinaten versehen werden. Kulturdenkmale ohne Bild sind an einem blauen bzw. roten Marker erkennbar.
- Datierung: Baubeginn, Fertigstellung, Datum der Erstnennung oder grobe zeitliche Einordnung entsprechend des Eintrags in der sächsischen Denkmaldatenbank
- Beschreibung: Kurzcharakteristik des Kulturdenkmals entsprechend des Eintrags in der sächsischen Denkmaldatenbank, ggf. ergänzt durch die dort nur selten veröffentlichten Erfassungstexte oder zusätzliche Informationen
- ID: Vom Landesamt für Denkmalpflege Sachsen vergebene, das Kulturdenkmal eindeutig identifizierende Objekt-Nummer. Der Link führt zum PDF-Denkmaldokument des Landesamtes für Denkmalpflege Sachsen. Bei ehemaligen Kulturdenkmalen können die Objektnummern unbekannt sein und deshalb fehlen bzw. die Links von aus der Datenbank entfernten Objektnummern ins Leere führen. Ein ggf. vorhandenes Icon  führt zu den Angaben des Kulturdenkmals bei Wikidata.

## Dorfhain
| Bild                                    | Bezeichnung | Lage                                      | Datierung                              | Beschreibung | ID       |
| --------------------------------------- | --- | ----------------------------------------- | -------------------------------------- | --- | -------- |
|                                         | Grube Reicher Silbersegen | (Karte)                                   | 1866–1896 (Betriebszeit)               | Stollen der dritten Bergbauperiode im Bergbaugebiet Dorfhain/Höckendorf (Klingenberg), bergbaugeschichtlich von Bedeutung, Versuchsstollen auf Silbererze. | 08964975 |
|                                         | Aurora-Erbstolln | (Karte)                                   | Ursprung 16. Jh.                       | Aurora-Erbstolln – bergbaugeschichtlich von Bedeutung. Mundloch und Stollen einer Bleierzgrubenanlage im Tal der Wilden Weißeritz, Entstehung unbekannt (wohl 16. Jahrhundert), Neuauffahrungen von 1792 bis 1894, ab 1989/90 als Schaustollen wieder befahrbar, neues Mundloch. | 08964970 |
|                                         | Eisenbahnbrücke | (Harthaer Straße) (Karte)                 | im Kern 1862                           | verkehrsgeschichtlich und eisenbahngeschichtlich von Bedeutung. Polygonal- und Bruchsteinmauerwerk, neue Decke. | 08964959 |
|                                         | Brücke | (Seerentalweg) (Karte)                    | bez. 1909                              | Bruchstein-Bogenbrücke, baugeschichtlich und verkehrsgeschichtlich von Bedeutung | 08964722 |
| Direkt Bild zu diesem Denkmal hochladen | Eisenbahnbrücke | (Karte)                                   | im Kern 1862                           | verkehrsgeschichtlich und eisenbahngeschichtlich von Bedeutung. Polygonal- und Bruchsteinmauerwerk, neue Decke. | 08964960 |
| Direkt Bild zu diesem Denkmal hochladen | Gottes Neue Hilfe Stolln | (Karte)                                   | 1861–1862                              | Mundloch und Halde der Grube Gottes Neue Hilfe, Stollen der letzten Bergbauperiode an der Weißeritz, Wasserhaltungsstollen, bergbaugeschichtlich von Bedeutung. Stollenanlage, deren Wasser bergbaulich genutzt wurde. | 08964969 |
|                                         | Eisenbahnbrücke | (Karte)                                   | im Kern 1862                           | verkehrsgeschichtlich und eisenbahngeschichtlich von Bedeutung. Rundbogenbrücke in Polygonalmauerwerk. | 08964972 |
|                                         | Grenzstein | (Harthaer Straße) (Karte)                 | 19. Jh.                                | ortsgeschichtlich von Bedeutung | 08964946 |
|                                         | Eisenbahnbrücke | (Karte)                                   | im Kern 1862                           | verkehrsgeschichtlich und eisenbahngeschichtlich von Bedeutung. Segmentbogenbrücke in Polygonalmauerwerk. | 08964974 |
| Direkt Bild zu diesem Denkmal hochladen | Wegestein | (Karte)                                   | 19. Jh.                                | verkehrsgeschichtlich von Bedeutung. Sandstein, beschriftet, ca. 1 m hoch, quadratischer Grundriss. | 08964957 |
|                                         | Wohnstallhaus | Am Hang 1 (Karte)                         | bez. 1830 (Türsturz)                   | Obergeschoss Fachwerk, weitgehend im ursprünglichen Aussehen erhaltenes Beispiel regionaltypischer Holzbauweise, baugeschichtlich von Bedeutung. Mit integriertem Wirtschaftsteil, Erdgeschoss massiv und verputzt, Sandstein-Fenster- und -Türgewände, letzteres mit Schlussstein, Türblatt wahrscheinlich 1920er Jahre, Obergeschoss Fenster in originaler Größe, Sichtfachwerk zweiriegelig mit K-Streben, Satteldach mit Aufschieblingen, an Rückseite kurzes Schleppdach über Anbau, Giebelverbretterung.                                                                                                | 08964940 |
|                                         | Wasserkraftanlage mit Wohnhaus, davor Mauer | Am Wasserwerk 3 (Karte)                   | 1930er Jahre                           | technikgeschichtlich von Bedeutung. Turbinenhaus mit vertikaler Fenstergliederung, kleinteilig gesprosst, Walmdach mit Schieferdeckung, Wohnhaus (mit Anklängen an Heimatstil): zweigeschossiger Putzbau mit Giebelverbretterung, traufständiger Verbindungsbau mit fünf segmentbogigen Toren, Mauer Polygonalmauerwerk. | 08964942 |
|                                         | Häuslerhaus | An der Klinge 7 (Karte)                   | 1. H. 19. Jh.                          | Obergeschoss Fachwerk, baugeschichtlich von Bedeutung. Holzfenster, Sandsteingewände, Giebel-Wetterseite massiv. | 08960548 |
| Direkt Bild zu diesem Denkmal hochladen | Sägegatter der Niedermühle | An der Niedermühle (Karte)                | um 1905                                | technikgeschichtlich von Bedeutung. Sägegatter der Fa. Gebrüder Lein (Pirna) in dem sich nördlich vom Haus An der Niedermühle 117 befindenden hölzernen Produktionsgebäude (Gebäude kein Denkmal), Sägegatter betriebsbereit, Vertikalgatter, mit zwei Spannwagen, unterirdische Transmission. | 09302888 |
| Weitere Bilder                          | Sachgesamtheit Evangelische Pfarrkirche und Kirchhof Dorfhain mit den Einzeldenkmalen: Kirche, Einfriedung, Kriegerdenkmal Erster Weltkrieg und zwei Grabmale sowie Friedhof | Bergstraße (Karte)                        | 17.–19. Jh.                            | Sachgesamtheit Evangelische Pfarrkirche und Kirchhof Dorfhain mit folgenden Einzeldenkmalen: Kirche, Einfriedung, Kriegerdenkmal Erster Weltkrieg und zwei Grabmale (ID-Nr. 08964966) sowie als Gartendenkmal der Kirchhof (zum Friedhof erweitert) mit Torbäumen und Allee – von baugeschichtlicher und künstlerischer Bedeutung. | 09303726 |
| Weitere Bilder                          | Pfarrkirche, Kirchhof, Einfriedung, Kriegerdenkmal Erster Weltkrieg, zwei Grabmale sowie Friedhof (Einzeldenkmal zu ID-Nr. 09303726)                                         | Bergstraße (Karte)                        | 1632–1648 (nach Brand wiederaufgebaut) | Einzeldenkmale der Sachgesamtheit Evangelisch Pfarrkirche und Kirchhof Dorfhain: Kirche, Einfriedung, Kriegerdenkmal Erster Weltkrieg, zwei Grabmale sowie als Gartendenkmal der Kirchhof (zum Friedhof erweitert) mit Torbäumen und Allee – von baugeschichtlicher und künstlerischer Bedeutung. | 08964966 |
| Direkt Bild zu diesem Denkmal hochladen | Wegestein | Bergstraße (Karte)                        | 19. Jh.                                | verkehrsgeschichtlich von Bedeutung. Sandstein, beschriftet, ca. 1,30 m hoch, quadratischer Grundriss. | 08964958 |
|                                         | Wohnhaus | Bergstraße 4 (Karte)                      | 1803/1804                              | Obergeschoss Fachwerk, baugeschichtliche Bedeutung. Erdgeschoss und Teile des Obergeschosses massiv, alle Fenster in originaler Größe, im massiven Teil mit Sandstein-Fenstergewänden, Satteldach, Haus saniert, Haustür nicht original, schöne neue Giebelverschieferung (zweifarbig ornamental), wahrscheinlich nach originalem Vorbild von 1892. | 08964963 |
|                                         | Villa Ellinger | Bergstraße 5 (Karte)                      | 1920                                   | Villa, Nebengebäude, Einfriedung und Villengarten mit Bassin und Terrassen – Anklänge an den Reformstil, von baugeschichtlicher und gartenkünstlerischer Bedeutung. | 08964944 |
|                                         | Villa Geißler, jetzt Kinderheim | Bergstraße 7 (Karte)                      | 1920                                   | Villa, Einfriedung und Villengarten mit Bassin und Terrassen – Anklänge an den Reformstil, von baugeschichtlicher und gartenkünstlerischer Bedeutung. | 08964945 |
|                                         | Wohnstallhaus eines Dreiseithofes | Bergstraße 14 (Karte)                     | um 1900                                | Obergeschoss Fachwerk, baugeschichtliche Bedeutung, bildprägend. Erdgeschoss massiv, Sandstein-Fenstergewände, Obergeschoss, Giebel und Drempel mit unversehrtem Fachwerk, flaches Satteldach mit Überstand, gut im ursprünglichen Aussehen wiederhergestellt, stark bildprägende Wirkung durch exponierte Lage. | 08964947 |
|                                         | Wohnstallhaus, zwei Seitengebäude, Sandsteintrog und Reste alter Hofpflasterung eines Vierseithofes                                                                          | Bergstraße 21 (Karte)                     | bez. 1851, Kern wahrscheinlich älter   | alle Gebäude Obergeschoss Fachwerk, Seitengebäude an der Südseite mit Andreaskreuzen, baugeschichtlich und heimatgeschichtlich von Bedeutung, bildprägend. Wohnstallhaus: Erdgeschoss massiv, geglättet, segmentbogige Türgewände, Fenster Obergeschoss zum Teil vergrößert, Stallgewölbe mit böhmischen Kappen, Satteldach, nördliches Seitengebäude: starke Veränderungen im Erdgeschoss, Fachwerk-Teile aber intakt, südliches Seitengebäude: Durchfahrt im Erdgeschoss, dieses ursprünglich Fachwerk, hölzerner Treppenaufgang.                                                                           | 08964948 |
|                                         | Ehemalige Schule | Bergstraße 24 (Karte)                     | bez. 1857                              | mit schönem Türstock, ortshistorisch relevant. Zweigeschossiger Massivbau, Eckbetonung durch Quaderung, Sandsteinfenstergewände, flaches Satteldach mit Schieferdeckung, dort vier liegende Fenster, Galgensprossung in originalem Sinne, über Türsturz Inschrift: „Erbauet und geweihet im Jahre 1857/ Gott sei des Hauses Sonne und Schild/ Gib Gnade und Ehre:/ Und laß kein Gutes mangeln denen, die hier lehren und lernen.“ | 08964973 |
|                                         | Wohnstallhaus, Auszugshaus und Scheune eines Dreiseithofes | Bergstraße 32 (Karte)                     | 1. Hälfte 19. Jh.                      | Wohnstallhaus ehemals Fachwerk, beide Seitengebäude Obergeschoss Fachwerk, Teil der Ortskernbebauung, von bildprägender Wirkung, baugeschichtlich von Bedeutung. Ausgedinge: Erdgeschoss massiv, verändert, im Obergeschoss ein Giebelfenster vergrößert, Satteldach mit Schieferdeckung, Stallscheune: Obergeschoss verbrettert, im Erdgeschoss zur Hofseite kumthallenartige Vorlaube, Satteldach mit Schieferdeckung, feldseitig Hocheinfahrt. | 08964964 |
|                                         | Wohnstallhaus und Scheune eines Dreiseithofes, ehemals Pfarrhof | Bergstraße 34 (Karte)                     | bez. 1763                              | Wohnstallhaus Obergeschoss Fachwerk, baugeschichtlich und ortsgeschichtlich von Bedeutung, ortsbildprägend. Wohnstallhaus: Erdgeschoss massiv, Sandstein-Fenster- und -Türgewände, Haustür und Fenstersprossung nicht original, Obergeschoss Fenster in originaler Größe, steiles Satteldach mit zwei liegenden Fenstern, stattlichstes Fachwerkhaus im Ort, Scheune: Erdgeschoss massiv, darüber Sichtfachwerk, teilunterkellert. | 08964965 |
|                                         | Saalgebäude eines Gasthofs | Bergstraße 37 (Karte)                     | um 1900                                | im typischen Rundbogenstil, bau- und ortshistorische Relevanz. Zweigeschossiger massiver Putzbau mit Resten von Putzgliederung, Saalfenster mit originaler Sprossung, flaches Satteldach, im Osten Bühnenanbau. | 08964951 |
|                                         | Spritzenhaus | Bergstraße 40 (gegenüber) (Karte)         | bez. 1885 (Schlussstein)               | Putzbau mit Backstein ornamental abgesetzt, sozialhistorische Relevanz. Altes Tor, verbretterter Anbau, Backstein-Traufgestaltung im Sinne des Zahnschnitts, flaches Satteldach mit Schieferdeckung. | 08964953 |
|                                         | Türgewände und Wappenkartusche | Bergstraße 41 (Karte)                     | bez. 1766                              | aufwendig gestaltes Portal, baugeschichtlich von Bedeutung. Sandstein-Haustürgewände, segmentbogig mit Schlussstein, oberer Abschluss im Sinne eines Triumphbogens mit Inschrift, Türblatt nicht original, über der Tür farbig gefasstes Wappen mit Justitia, weist auf Erbgericht hin. | 08964950 |
|                                         | Ehem. Hotel »Unverhofft Glück« | Edle Krone 118 (Karte)                    | um 1890                                | Hotel in Edle Krone – an der Stelle des 1885 abgebrochenen Huthauses gleichen Namens, ab 1925 Verwaltungsgebäude einer Fabrik, mit Einflüssen des Schweizerstils, baugeschichtliche und ortshistorische Relevanz. Zweigeschossiger massiver Putzbau, in beiden Geschossen Fenster mit Diamantquadern bekrönt, Gurtgesims, Eckrustika und weitere Putzgliederung, rechtwinklig angrenzender Bauteil mit Zierfachwerk im Obergeschoss, Satteldächer überstehend, mit Schieferdeckung, stehende Gaupen (verändert, weitere Veränderung durch Anbau am Seitenrisalit, der einmal ein hölzerner Wintergarten war). | 08964884 |
| Direkt Bild zu diesem Denkmal hochladen | Türstock mit Schlussstein und Sandstein-Kartusche | Harthaer Straße 7 (Karte)                 | bez. 1764                              | profilierter Sandstein-Haustürstock, bezeichnet 1764, baugeschichtlich von Bedeutung. | 08964978 |
| Direkt Bild zu diesem Denkmal hochladen | Wohnstallhaus eines Dreiseithofes | Harthaer Straße 30 (Karte)                | 1. Hälfte 19. Jh.                      | Obergeschoss Fachwerk, u. a. baugeschichtliche Bedeutung. Erdgeschoss massiv, Stallteil klar erkennbar, Obergeschoss Fenster in originaler Größe, zum Teil historischer Fenster- und Putzbestand, Satteldach. | 08964956 |
|                                         | Wohnstallhaus und drei Seitengebäude eines Vierseithofes mit zugehörigem Torbogen                                                                                            | Harthaer Straße 49 (Karte)                | bez. 1831 (Türsturz Seitengebäude)     | große, überwiegend massive Gebäude, strukturprägend, baugeschichtlich und ortsbildprägend von Bedeutung. Drei Seitengebäude mit Sandstein-Türgewänden, zum Teil mit Schlusssteinen, teilweise Veränderung der Fenstergrößen, an der Nordseite des Hauptgebäudes zum Teil originale Kreuzstockfenster, Gebäude der Südwestseite zum Teil späteren Datums, mit prägendem Mansarddach, die anderen Gebäude mit Krüppelwalmdach, im Haupt- und einem Seitengebäude böhmische Kappen im Flurbereich, Leerstand, sich verschlechternder Zustand, Torbogen mit Rundbogen, Kämpfer und Schlussstein.                  | 08964962 |
|                                         | Wohnstallhaus und Scheune eines Dreiseithofes | Harthaer Straße 54 (Karte)                | bez. 1902                              | massives Wohnstallhaus, Scheune Obergeschoss Fachwerk, u. a. baugeschichtliche Bedeutung. Wohnstallhaus: Misch-Mauerwerk, durchgehend Sandsteingewände, altes Türblatt, zum Teil originale Fenster, Stallteil klar erkennbar, zwei Rundbogenfenster im Giebel, zum großen Teil Originalputz mit Resten von Putzgliederung, neue Dachdeckung, Scheune: Obergeschoss Fachwerk mit zentralem, verbrettertem Giebel, darin Taubeneinflugslöcher, Relikt alter ländlicher Bauweise in veränderter Umgebung. | 08964961 |
|                                         | Wohnstallhaus und Scheune eines Dreiseithofes | Obercunnersdorfer Straße 10 (Karte)       | 1. Hälfte 19. Jh.                      | beide Gebäude Fachwerk, bildprägend, baugeschichtliche Bedeutung. Wohnstallhaus: Erdgeschoss massiv mit Veränderungen, zum Teil bei den Fenstern, Holzkonstruktion weitgehend erhalten, Giebel- und Rückseite ausgemauert, Scheune: beide Geschosse Fachwerk. | 08964971 |
|                                         | Winkelmühle | Obercunnersdorfer Straße 12 (Karte)       | 1835–1836                              | Wohnmühlenhaus und Produktionsgebäude mit Mühlenwappen-Supraporte sowie Reste des Wasserbaus (Teile des Wehrs und Mühlgrabens) – Produktionsgebäude: Obergeschoss Fachwerk, zum Teil massiv ersetzt, weitgehend ursprünglich erhalten, ortshistorische Relevanz. Alle Fenster in originaler Größe, weitgehend mit originaler Sprossung, zwei Sandstein-Türgewände mit Bekrönung, Krüppelwalmdach, Supraporte über Haupteingang zum Teil abgewittert. | 08964968 |
| Direkt Bild zu diesem Denkmal hochladen | Grenzstein | Obercunnersdorfer Straße 12 (bei) (Karte) | Stein bez. 1882                        | ortsgeschichtlich von Bedeutung. Brücke weitgehend im originalen Zustand erhalten, Kleiner Grenzstein mit Inschrift „Gemeinde Dorfhain“, auf anderer Seite „1882“. | 08964967 |
|                                         | Schulgebäude mit einigem Dekor | Schulstraße 4 (Karte)                     | bez. 1906                              | architektonische und ortshistorische Relevanz. Zweigeschossiger massiver Putzbau, flacher dreigeschossiger Mittelrisalit mit Putzgliederung und welsch übergiebelt, originale Tür mit Jugendstileinflüssen, darüber Putzspiegel mit Inschrift „Die Gemeinde ihren Kindern. 1905–1906“, alle Fenster mit profilierten Sandsteingewänden, Pseudosprossung, Eckquaderung, Walmdach mit Biberschwanzdeckung und zentralem Dachreiter. | 08964939 |
| Weitere Bilder                          | Pfarrhaus mit Einfriedung, dazu Pfarrgarten | Schulstraße 10 (Karte)                    | 1920er Jahre                           | von bau- und ortsgeschichtlicher Bedeutung. Zweigeschossiger massiver Putzbau, vergleichsweise aufwändiger Dekor, originale Fenstersprossung, Fensterläden, zentraler Eingang mit Freitreppe und portikusartiger Rahmung (zwei dominierende Säulen tragen Dreiecksgiebel), steiles Walmdach mit Biberschwanzdeckung und drei Dachhäuschen. | 08964938 |
|                                         | Mord- und Sühnekreuz | Schulstraße 12 (bei) (Karte)              | 15./16. Jh.                            | Mord- und Sühnekreuz – ortsgeschichtlich von Bedeutung. Etwa 1 m hoch, rechter Arm fehlt, schon seit ca. 150 Jahren an diesem Standort. | 08964977 |
|                                         | Grenzstein | Talstraße (Karte)                         | 1882                                   | ortsgeschichtlich von Bedeutung. Kleiner Grenzstein mit Inschrift „Gemeinde Dorfhain“ und auf der anderen Seite „1882“. | 08964941 |
|                                         | Wohnhaus | Talstraße 4 (Karte)                       | um 1850                                | im Ober- und zum Teil im Erdgeschoss Fachwerk, regionaltypische Holzbauweise, baugeschichtlich von Bedeutung. Erdgeschoss massiv, zum Teil Fachwerk, Obergeschoss: Fachwerk, Giebel verbrettert, Satteldach mit Dachfenstern verändert, Sandsteingewände, Fenstergrößen im Obergeschoss original. | 08964979 |
|                                         | Wohnhaus | Talstraße 6 (Karte)                       | 1. H. 19. Jh.                          | Obergeschoss Fachwerk, baugeschichtliche Bedeutung. Erdgeschoss massiv, Sandstein-Tür- und -Fenstergewände, Haustür nicht original, eine Giebelseite ausgemauert, die andere verbrettert, Obergeschoss Fenster in originaler Größe, steiles Satteldach. | 08964943 |

## Ausführliche Denkmaltexte
1. 1 2  Nach Dehio: „Saalkirche romanischen Ursprungs. Umbauten in der 2. Hälfte des 15. Jh., nach Brand 1632 bis 1648 wiederaufgebaut. Das Innere zum Teil modern erneuert, Restaurierungen 1983 ff., 1995 (außen). Verputzter Bruchsteinbau mit Eckquaderung und geradem Ostabschluss. Steiles Satteldach mit achtseitigem Dachreiter, glockenförmiger Haube und kleiner Laterne. An der Ostseite schlichtes spitzbogiges Fenster, an der Sakristei zwei romanische Rundbogenfenster sichtbar. Portal an der Südseite bezeichnet 1724. Das Innere flachgedeckt. Barocke zweigeschossige Empore an der Nordseite und eingeschossige Orgelempore an der Westseite. Reste ornamentaler, spätgotischer und barocker Wandmalerei im Friesbereich. Romanische Rundbogentür zur Sakristei, im Inneren noch eine vermutlich romanische Piscina. – Von dem ehem. spätgotischen Altar erhalten die farbig gefassten Holzfiguren Salvator mundi, Moses und Johannes der Täufer – Renaissancekanzel aus Holz, mit bäuerlich gemalten Darstellungen des Salvator und der Evangelisten, auf dem Schalldeckel ein geschnitzter Engel. – Schlichte romanische Sandsteintaufe (aus der Dorfkirche von Klingenberg, Weißeritzkreis). – Jahn-Orgel, 1879 (von Jehmlich 1927 umgebaut) mit schlichtem Neorenaissance-Prospekt. – Figürliche, farbig gefasste Sandsteingrabplatte des Pastors Viehweger, bezeichnet 1673.“
  - Kriegerdenkmal: ca. 2 m hoher kompakter Gedenkstein aus Granit, im Wegekreuz des Friedhofs platziert, mit der Aufschrift: „Unseren Gefallenen zum Gedächtnis 1914–1918 1939–45“.
  - Kirchhof – Grabmale: 1. Grabmal Töpfer: ca. 2 m hohe vasenbekrönte Sandsteinstele auf Sockel, Ährenrelief und Inschrift, frühes 19. Jh. – 2. Grabmal: kurzer Sandsteinobelisk auf hohem Sockel mit Wappenrelief, frühes 19. Jh.
  - Einfriedung: Einfriedungsmauer aus Bruchsteinmauerwerk mit Sandsteinabdeckplatten, an der Nordost-Ecke Tor mit zwei Sandsteinpfeilern mit Sandsteinabdeckung als flache Pyramide ausgearbeitet und zwei schmiedeeisernen Torflügeln, Tor an der Südost-Ecke mit zwei Sandsteinpfeilern mit Sandsteinabdeckung als flache Pyramide ausgearbeitet, an diesem Tor in der nach Westen anschließenden Einfriedungsmauer ein Stein mit der Jahreszahl 1839, unregelmäßiger Verlauf der Einfriedungsmauer im Osten.
  - Erschließung: Weg zwischen den beiden Toren im Nordosten und Südosten auf dem Kirchhof, Weg im Süden der Kirche.
  - Gehölze: Torbäume (zwei Linden mit einem Stammdurchmesser von ca. 80 cm) auf dem Kirchhof am Nordost-Tor, Wasser: Schöpfbecken im Norden der Kirche (z. Z. mit Erde gefüllt und bepflanzt).
  - Friedhof: Kirchhof ist zum Friedhof nach Westen erweitert worden, die Jahreszahl 1839 in der an das Südost-Tor des Kirchhofs nach Westen weiterführenden Einfriedungsmauer lässt darauf schließen, dass der geradlinige Mauerverlauf im Süden, Westen und Norden und damit die Erweiterung des Kirchhofs nach Westen zu dieser Zeit vorgenommen wurde Bodenrelief: Gelände leicht nach Westen ansteigend.
  - Einfriedung: geradlinig verlaufende Einfriedungsmauern im Süden, Westen und Norden aus Bruchsteinmauerwerk mit Sandsteinabdeckplatten, im Südwesten nach Süden versetzter Mauerabschnitt Erschließung: Wegekreuz mit Ost-West- und Nord-Süd-Wegeachse.
  - Gehölze: Juniperus-/ Thujaallee an der Ost-West-Wegeachse.
  - Sichtbeziehung: von einem Weg im Norden des Friedhofs und einer Anhöhe im Westen des Friedhofs auf freiem Feld – Sicht zur Kirche mit umgebenden Kirch- und Friedhof. Torbäume am Nordost-Torrahmen mit Blick zur Kirche.
2. ↑  Villa, Bergstraße 5
  - Villa: zweigeschossiger massiver Putzbau mit profilierten Fenster- und Türgewänden, kleinteiligen Sprossungen.
  - Villengarten: Nebengebäude: an der Südwestecke des Gartens Garage mit Keller und Boden, Gartenteile: im Norden Fahrweg und Fußweg, im Osten Terrassen, im Süden geometrischer Garten mit Linden, Rasenfläche und Wasserbecken, im Westen Nutzgarten mit Rasen und Beetflächen.
  - Einfriedung: im Osten Stützmauer mit Brüstungsmauer und Sandsteinabdeckplatten, sowie Stützmauer mit aufgesetztem Zaunsockel aus Sandstein und Sandsteinpfeiler mit profilierten Sandsteinabdeckplatten, Zaunfelder aus Holz (nicht original), im Süden zum Nachbargrundstück Nr. 7 Sandsteinmauer mit Sandsteinabdeckplatten, im Westen und Norden Zaun aus Sandsteinpfeilern mit profilierten Abdeckplatten aus Sandstein, Sandsteinsockel, Zaunfelder aus Holz (nicht original), im Nordwesten kurzes Mauerstück aus Sandstein, drei Sandsteintorpfeiler mit profilierten Abdeckplatten aus Sandstein und aufgesetzten Sandsteinelementen, zweiflügeliges Tor und einflügelige Tür aus Metall (nicht original), im Nordosten Pforte mit hinabführender, in das Gelände eingeschnittener Treppe und Rundbogen in der Stützmauer, einflügelige Tür aus Metall (nicht original).
  - Fahrweg und Fußweg: im Norden Fahrweg aus wassergebundener Decke, beidseitige Pflasterrinne und Granitbordstein, Fußweg mit geometrischen Musterflächen aus Mosaiksteinpflaster, Granitsteinkante.
  - Terrassen: im Osten der Villa zwischen Villa und Umfassungsmauer hinausgeschobene Gartenterrasse mit bogenförmigem Abschluss, im Süden dieser Terrasse kleine Stützmauer aus Sandstein und Treppe aus vier Granitstufen zum südlichen regelmäßigen Garten, im nördlichen Anschluss der Terrasse rechteckige Terrasse mit nördlicher nach Osten hinausgeschobener kreisförmiger Exedra, in der Mitte der Exedra eine Linde, im Westen der rechteckigen Terrasse und der Exedra eine Stützmauer und zwei Treppen mit je sieben Stufen aus Granit und Stützmauern/Wangen aus Sandstein, diese Terrassen sind nach Osten durch eine Stützmauer mit Brüstungsmauer aus Gneis mit Abdeckplatten aus Sandstein begrenzt, in der Stützmauer der rechteckigen Terrasse eine Pforte und hinabführende Treppe mit neun Blockstufen aus Sandstein (Verbindung zum Fußweg, der zur Fabrik führte), auf der rechteckigen Terrasse vier Rhododendron, von den Terrassen Blickbezug zur Fabrik und in die Landschaft.
  - Geometrischer Gartenteil: an der Südostecke und Südwestecke der Villa zwei halbkreisförmige Terrassen mit Treppenabgängen, in der Südachse der Villa von Linden begrenzter hufeisenförmiger Gartenraum mit folgenden, sich von Nord nach Süd erstreckenden Teilen: rechteckiges Rasenstück mit Rhododendron, kleine Platzfläche, rechteckiges Wasserbecken (Badebecken) aus Beton mit breiter Treppe im Norden, am östlichen und westlichen Beckenrand je drei Wasserspeier (Frösche) aus Beton aufgesetzt, südliche Mauer des Beckens (Stirnseite) höher abschließend, im Süden des Beckens etwas erhöht liegende Fläche, den Abschluss der Achse bildete ein an die Grenzmauer gestellter Holzpavillon (Abbruch 2003), der hufeisenförmige Gartenraum wird im Osten von vier und im Westen von fünf Linden begrenzt.
  - Nutzgarten: zu einem Teil erhaltene rechteckige Beete mit einer Einfassung aus Sandsteinelementen.
  - Bodenrelief: das von Südwest nach Nordost leicht abfallende Gelände ist durch zwei Böschungen und Stützmauern in drei Gartenebenen terrassiert (1. obere Ebene: Zufahrt und Nutzgarten, 2. mittlere Ebene: regelmäßiger Gartenbereich mit Wasserbecken, 3. untere Ebene: Rasenfläche vor dem östlichen Zaun, wie auch die wenige Stufen tiefer liegende Gartenterrasse).
  - Denkmalwert: Garten im geometrischen Stil, Übergang des Reformstils zur Moderne, gartenkünstlerisch bedeutend, Gartendenkmal.
3. ↑  Villa, Bergstraße
  - Villa: zweigeschossiger massiver Putzbau mit profilierten Fenster- und Türgewänden, kleinteiligen Sprossungen, steiles Mansarddach, Dachausbauten (Schlepp- und Fledermausgaupen), Biberschwanz-Kronendeckung.
  - Villengarten: Gartenteile: im Osten obere und untere Terrasse, im Süden geometrischer Garten mit Linden, Wegen, Rasenfläche und Wasserbecken, im Westen Nutzgarten mit Rasen und Beetflächen.
  - Einfriedung: im Osten Stützmauer mit Brüstungsmauer und Sandsteinabdeckplatten, sowie Stützmauer mit aufgesetztem Zaunsockel aus Sandstein und Sandsteinpfeiler mit profilierten Sandsteinabdeckplatten, Zaunfelder aus Holz, im Süden und Westen Sandsteinpfeiler mit profilierten Sandsteinabdeckplatten, Zaunfelder aus Holz, im Norden zum Nachbargrundstück Nummer 5 Sandsteinmauer mit Sandsteinabdeckplatten.
  - Terrassen: im Osten der Villa zwischen Villa und Umfassungsmauer eine obere Hausterrasse und eine untere Gartenterrasse, von der Zufahrt im Norden eine zur Hausterrasse hinaufführende Treppe, von der Zufahrt im Westen eine zur Gartenterrasse hinabführende Treppe, im Süden der Villa hausnahe Stützmauer und von der Gartenterrasse drei hinaufführende Treppen mit Granitstufen in den südlichen regelmäßigen Gartenteil, von den Terrassen Blickbezug zur Fabrik und in die Landschaft, an der Südostecke der Villa eine halbkreisförmige Hausterrasse mit Treppenabgang zum regelmäßigen Gartenteil, nach Süden Blickbeziehung in die Landschaft.
  - Geometrischer Gartenteil: in der Südachse der Villa von je drei Linden (ehemals je sieben) im Osten und Westen begrenzter rechteckiger Gartenraum mit folgenden, sich von Nord nach Süd erstreckenden Teilen: rechteckiges Rasenstück mit Blumenrabatte, kleine Platzfläche, rechteckiges Wasserbecken (Badebecken) aus Beton mit neobarocken halbkreisförmigen Abschlüssen an den Querseiten im Norden und Süden, etwas erhöht liegende Fläche mit zwei Eiben und zwei Rhododendren.
  - Nutzgarten: im Westen des Gartens Rasenfläche und zwei rechteckige Beete (Nutzgarten wird im nördlichen Teil als Spielplatz und Parkplatz genutzt).
  - Bodenrelief: von Westen nach Osten abfallendes Gelände durch zwei Böschungen terrassiert.